# Teteman
Teteman ist eine Stadt im Jasikan Distrikt der Region Oti in Ghana. Der Ort liegt unmittelbar an der südlich verlaufenden Grenze zur Volta Region sowie an der östlich verlaufenden Grenze zum Nachbarland Togo. 
Während der deutschen Kolonialzeit war Teteman (zu der Zeit Tetémang) Hauptort der gleichnamigen Landschaft und lag im Verwaltungsbezirk Misahöhe. Heute liegt der Ort in Ghana.